# 우메하라 유이치로
우메하라 유이치로(梅原 裕一郎, 1991년 3월 8일 ~ )는 일본의 성우이다. 시즈오카현 출신으로 아트비젼 소속

## 경력
일본 나레이션 연기연구소 졸업.

성우라는 직업을 알게 된 계기는 중학교 1학년 무렵에 '로드 오브 더 링(원제 : The Lord of the Rings : The Fellowship of the Ring, 한제 : 반지의 제왕 : 반지 원정대)'에서 아라고른 역을 연기했던 오오츠카 호우츄의 목소리에 이끌리게 되고부터.

그 후, 대학수험 재수생때 잠시 쉴겸해서 봤었던 외화나 애니메이션이 계기가 되어 성우라는 일의 즐거움에 흥미를 갖고 목표로 하게 되었다.

대학 2학년때 양성소를 다니기 시작하여, 1년후에 현재 사무소에 소속. 동기로 야마시타 다이키가 있다.

2013년에 성우 데뷔, 2014년의 '우리 집의 욕조 사정'으로 TV애니메이션 첫 레귤러를 따낸다.

방송은 '우리 집의 욕조 사정'이 먼저였으나, 실제로 애니메이션 작품으로 이름이 있는 역이 오디션으로 결정된건 '미남고교 지구방위부 LOVE'의 유후인 엔 역이 처음이었다.

## 인물
시즈오카현 출신이나 자란곳은 나고야시이다. 

누나가 한명 있으며 가끔 식사를 하거나 블루레이 영화를 빌리거나 빌려주거나 한다.

동경하는 성우는 오오츠카 호우츄 상으로 오오츠카 상처럼 외화의 악역 등으로 이름을 떨치는 연기자가 되는걸 목표로 하고 있다.

애니메이션에서는 신카이 마코토의 '언어의 정원'에 감명을 받은 영향으로 신카이 감독의 작품에 출연하는게 꿈이라고 이야기하고 있다.

취미는 클래식 음악, 영화, 드라마감상, 그 중에서도 러시아의 작곡가 이고리 스트라빈스키의 곡을 즐겨 듣고 있다.

좋아하는 음식은 카라아게, 꺼리는 음식은 갯비린내가 나는 음식.

피아노를 8년정도, 기타를 3년정도 연주했었다. 

초등학생 시절은 기악부소속, 고등학생 시절은 경음악부에 소속되어 보컬과 전기 기타를 담당했었다.

중학 1학년때 변성기가 와서 지금 목소리에 이르었다. 변성기가 오기 전까지는 보이소프라노 정도로 높았었다고 한다. 

존경하는 인물은 스기하라 치우네, 좌우명은 '만족한 돼지로 있기보다 불만족한 인간으로 있는게 낫다', '제행무상'

운동치로 특히 수영을 잘 못한다.

## 출연작
※굵은 글씨는 주연·메인 캐릭터

### TV 애니메이션
2014년
- 악마의 리들 (다트가게의 학생)
- 늑대소녀와 흑왕자 (남학생, 점원)
- 우리집의 욕조 사정 (와카사)
- 극흑의 브룬힐데 (수학교사, 남자A, 학생, 남자, 경관, 대원, 헥센야마토의 남자)
- 관희 챠이카 (건달C)
- 마지모지 루루모 (우라타)
- 겁쟁이 페달 (관객)

2015년
- 빨간머리 백설공주 (미츠히데)
- 아쿠에리온 로고스 (쿠죠 하야토)
- 종말의 세라프 (레네 심)
- 갓챠맨 크라우즈 인사이트 (스즈키 리즈무)
- 기동전사 건담 철혈의 오르펜즈 (유진 세븐스타크)
- 소년 헐리우드 (헤르메스)
- 미남고교 지구방위부 LOVE! (유후인 엔)
- 포켓 몬스터 XY (오르니스)
- 베개 남자 (에모리 T[티모르] 류우시)
- 밀리언 돌 (류우산)
- 영 블랙 잭 (하자마 쿠로오)

2016년
- 매직 쿵! 르네상스(이치죠지 테이카)

2019년
- 앙상블 스타즈! (하스미 케이토)

2020년
- 불꽃 소방대 2장(토죠)

### 극장판 애니메이션
2018년
- 기동전사 건담 NT (졸탄 앗카넨)

2020년
- 사이다처럼 말이 톡톡 솟아올라 (터프보이)
- 고블린 슬레이어: 고블린즈 크라운 (고블린 슬레이어)

### 웹 애니메이션
2021년
- 헤타리아 World★Stars (포르투갈)

### 게임
2014년
- 아이돌리듬 (하루나 이치토)
- 전장의 웨딩
- DYNAMIC CHORD feat.［reve parfait］(쿠로사와 시노부)
- 천공의 크라우트 프리트 (다미앙, 하우네스, 릴)
- 마녀 니나와 흙덩이의 전사

2015년
- I DOLL U (피터)
- 아이★츄 (류카)
- 아이돌 마스터 SideM (타카죠 쿄지)
- 앙상블 스타즈! (하스미 케이토)
- 이케멘 전국 ~시간을 달리는 사랑~ (타케다 신겐)
- 오르탄시아 사가 -푸른 기사단- (데프롯 다노와)
- 밴드하자고! (코가네이 신)
- 사랑해라 왕자님 (시엘)
- 재배소년-일본판- (실버)
- 사우전드 메모리즈 (이크스)
- 삼국지 퍼즐 대전 (희지재)
- 시로네코 프로젝트 (리암 마크라렌)
- DAME X PRINCE (비노 공작)
- 미남고교 지구방위부 LOVE! GAME! (유후인 엔)
- BELIEVER! (이나미 유우)
- 꿈왕국과 잠자는 100인의 왕자님 (잔트)
- 로열 플래쉬 히어로즈 (헥터 사저랜드)

2016년
- 사로잡힌파르마 (키사라기 하루토)

### 라디오
- 종말의 라디오 (온센, HiBiKi Radio Station, 애니메이트TV : 2015년 2월 20일 - )
- 코타로와 유이치로 효롯토 남자 (문화방송 : 2015년 4월 4일 - )

### 라디오 드라마
- 키미이로 스토리아 (카타오카 카나메)

### 드라마CD
2014년
- EXIT TUNES PRESENTS ACTORS2（키리야마）
- GANGSTA. ※코믹스 6권 한정판
- 바랄 것도 없어 (친구A)
- 마법과의 검사와 소환마왕<바시레우스> (로키)

2015년
- 사랑의 꿀에 취해라! (기숙사생)
- ACTORS - Extra Edition 4 -feat. 레이, 카케루, 시로（키리야마）
- 키미이로 스토리아 Season2 ~사랑하는 축구부~ (카타오카 카나메)
- 세인트 세이야 세인티아 쇼우 (레오 아이올리아, 사지타리우스 아이올로스) ※『챔피온RED』 11월호 특별부록
- 전력소년들의 노래 & 쟁탈(토리아이)CD 1학년 유닛 타이가&토아 (사쿠라바 토아)
- FlyME project 「MEDICODE」 (세미마루)
- 베개 남자 리얼충 남자와 천문남자 (에모리 T 류우시)

### 더빙
- 쉐키라! (원제 : Shake it Up)

### 디지털 코믹
2015년
- VOMIC 나의 히어로 아카데미아 (바쿠고우 카츠키)

### 실사
TV
- 성우남자입니다만・・・？(패밀리 극장 : 2014년 12월 20일 - )
- 아니메마시테 (테레비 토쿄 : 2015년 1월 4일 게스트)

인터넷 방송
- 오토메이트 채널 (어시스턴트, 니코니코 생방송 : 2014년 5월 - )
- 미남고교 지구방위부 LOVE! 니코나마!~배틀 나마즈~ (니코니코 생방송 : 2014년 12월 11일 - )

### 음악 CD
- 1월 21일 『미남고교 지구방위부 LOVE!』 오프닝 테마 「절대무적☆Fallin'LOVE☆」 / 지구방위부 (야마모토 카즈토미, 우메하라 유이치로, 니시야마 코타로, 시라이 유스케, 마스다 토시키)
- 2월 18일 『미남고교 지구방위부 LOVE!』 배틀 러버즈 SONGS〜LOVE Shower!〜 유후인 엔 캐릭터송 「나는 궁극태만주의자!!」 / 유후인 엔
- 3월 13일 SolidS vol.1 「S.N.P」, 「Labyrinth」, 「Exit Of Days」 / 에구치 타쿠야, 사이토 소우마, 하나에 나츠키, 우메하라 유이치로
- 4월 15일 『미남고교 지구방위부 LOVE!』 BD-DVD 제2권 캬니메.jp 한정판수록 「절대무적☆Fallin' LOVE☆ 솔로ver 유후인 엔」 / 유후인 엔
- 4월 29일 『미남고교 지구방위부 LOVE!』 지구방위부 DUET SONGS 〜LOVE Making!〜 유후인 엔 (우메하라 유이치로) & 키누가와 아츠시 (니시야마 코타로) 듀엣송 「잔잔한 바람의 교차점」 / 유후인 엔, 키누가와 아츠시 (니시야마 코타로)
- 5월 29일 SolidS vol.2 「TIGHT／NIGHT」 / 에구치 타쿠야, 사이토 소우마, 하나에 나츠키, 우메하라 유이치로,「GRAVE OF LOVERS」 / 사이토 소우마 (오쿠이 츠바사), 우메하라 유이치로 (무라세 다이)
- 7월 22일 THE IDOLM@STER SideM ST@RTING LINE -03 Beit 「스마일 엥게이지」, 「마음은 ETERNITY」 Beit ver. , 「DRIVE A LIVE(Beit ver.)」 / Beit (우메하라 유이치로, 호리에 슌, 타카츠카 토모히토)
- 7월 31일 SolidS vol.3 「SEXY☆SENSE」 / 에구치 타쿠야, 사이토 소우마, 하나에 나츠키, 우메하라 유이치로,「Shall We Dance?」 / 하나에 나츠키 (세라 릿카), 우메하라 유이치로 (무라세 다이),「인생 하드모드」 / 우메하라 유이치로 (무라세 다이)
- 8월 19일 『미남고교 지구방위부 LOVE!』 Let’s Go！！LOVE Summer♪ 수록곡 「Let's Go!! LOVE Summer♪」, 「LOVE FRIENDS」 / 지구방위부 (야마모토 카즈토미, 우메하라 유이치로, 니시야마 코타로, 시라이 유스케, 마스다 토시키)
- 8월 26일 전력소년의 노래CD 「PiNK!!!-How To Catch Me-」, 「A＝X＋Y＋Z」 / 사에키 타이가 (사이토 소우마), 사쿠라바 토아 (우메하라 유이치로)
- 11월 30일 매직 쿵! 르네상스 캐릭터송 수록곡「キミという光」 「My Song in My Soul」